# Nunta mută
Nunta mută este un film românesc din 2008, regizat de Horațiu Mălăele. Rolurile principale sunt interpretate de actorii Meda Victor, Alexandru Potocean, Valentin Teodosiu, Alexandru Bindea, Tudorel Filimon, Nicolae Urs, Luminița Gheorghiu și Dan Condurache.
Filmul relatează povestea reală a nunții a doi tineri dintr-un sat izolat din România. Nunta, care avea loc în martie 1953, a fost întreruptă de un activist comunist de la oraș și de un ofițer sovietic care le-au adus nuntașilor la cunoștință că în acea noapte a murit conducătorul URSS, Iosif Visarionovici Stalin, fiind decretate șapte zile de doliu internațional în care sunt interzise orice fel de manifestări cu caracter public. Organizatorii nunții au fost siliți astfel să transforme fericitul eveniment într-o nuntă mută.

## Rezumat
O echipă de jurnaliști de la Paramedia, condusă de Mirel Băboi (Ovidiu Niculescu), ajunge într-o comună izolată în căutarea unor povești paranormale despre care să facă un film. Ziariștii sunt întâmpinați de primarul Valentin Gogonea (George Mihăiță), care le servește pe post de ghid. El le spune că acolo a fost un sat pe care comuniștii l-au ras de pe fața pământului și au construit o fabrică în loc. Fabrica este astăzi în ruină, iar ziariștii văd printre zidurile rămase încă în picioare femei îmbrăcate în negru cu lumânări în mâini și o fată îmbrăcată în mireasă și cu o coroană de flori pe cap. Surprins de cele văzute, Băboi îi cere primarului să-i explice care este povestea satului. 
În primăvara anului 1953 doi tineri din acel sat – Iancu (Alexandru Potocean) și Mara (Meda Victor) – au hotărât să se căsătorească. Iancu se iubise înainte cu Smaranda (Ioana Anton), fiica Mutului (Niculae Urs), pe care a părăsit-o apoi. Fata înnebunise și începuse să umble pe ulițele satului și prin pădure în rochie de mireasă și cu o cunună de flori pe cap. Tatăl Marei, Grigore Așchie (Valentin Teodosiu), și tatăl lui Iancu, Haralamb Vrabie (Tudorel Filimon), stabilesc ca nunta să aibă loc în joia de dinaintea începerii Postului Mare din săptămâna următoare. 
Satul este condus de un sfat popular în frunte cu comunistul Voicu Gogonea (Alexandru Bindea). În apropierea satului se află cantonată o unitate sovietică de tancuri. Din cauza izolării sale, satul nu este electrificat. Cu toate acestea, cu ajutorul inventatorului Coriolan (Șerban Pavlu), instructorul cultural Sandu Praștie (Dan Tudor) de la Comitetul Județean de Partid le proiectează sătenilor în acea sâmbătă un film propagandistic. În ziua următoare prin sat trece un circ ambulant. Smaranda este găsită violată și ucisă în pădure, având în mână o decorație militară sovietică. Ea este înmormântată, dar invitații la parastasul de după înmormântare o văd pe decedată în pragul ușii. Speriindu-se, o femeie scapă cănile cu vin. Participanții la parastas dau fuga la cimitir, dezgroapă sicriul și o găsesc pe Smaranda cu picioarele pătate de vin roșu.
Joia are loc nunta Marei cu Iancu. În ziua nunții, Gogonea vine la locul nunții cu tovarășul Dumitru Păstaie (László Mátray) de la Comitetul Județean de Partid și cu căpitanul Vladimir Bezimialnîi (Vitalie Ursu), comandantul Diviziei a IV-a Sovietice (cantonate în apropierea satului), și-i anunță pe nuntași că în noaptea trecută a murit Iosif Visarionovici Stalin, conducătorul URSS, și au fost decretate șapte zile de doliu internațional în care sunt interzise toate manifestările cu caracter popular (nuntă, înmormântare, meci de fotbal etc.). Ofițerul rus îi anunță pe nuntași că au o oră la dispoziție pentru a elibera locul, în caz contrar vor fi deferiți justiției și judecați în regim de urgență pentru înaltă trădare.
Nunta nu poate fi amânată totuși pentru că părinții mirilor tăiaseră patru porci și doi viței, iar mâncarea s-ar strica în șapte zile. Mesele sunt strânse, iar nuntașii pleacă. Totuși, după ce se înserează, nuntașii vin pe furiș în casa socrului mic pentru a-și continua petrecerea. Festivitatea se transformă într-o nuntă mută. Ferestrele sunt acoperite cu draperii groase, sticlele și paharele sunt învelite în cârpe pentru a nu face zgomot, copiii sunt legați la gură pentru a nu face gălăgie, lăutarii mimează muzica, cucul care iese din ceasul cu cuc este strâns de gât de către socrul mic, nuntașii vorbesc în șoaptă și prin „telefonul fără fir”. 
Tragicul situației o face pe mireasă să izbucnească în plâns, probabil gândindu-se că nu așa își imaginase ea ziua în care va deveni soție. Înduplecat de tristețea ficei sale, socrul mic dă poruncă tuturor să înceapă petrecerea în adevăratul sens al cuvântului. Nuntașii încep să danseze și să chiuie, iar după câtva timp casa începe să se cutremure și prin pereți pătrunde țeava unui tanc sovietic. Soldații ruși întră în casă, împușcându-l pe socrul mic și luându-i cu ei pe ceilalți bărbați. Președintele Sfatului Popular a fost împușcat a doua zi, iar fiul său, Gogonică, actualul primar, a rămas singurul bărbat într-un sat de văduve. Potrivit scenariului, nuntașii au fost deportați în Siberia, de unde mirele s-a întors după 13 ani, doar ca să moară.
Filmul se încheie tot cu echipa de filmare venită în acest sat pentru a găsi o poveste paranormală. Aceștia vor să îi ia un interviu unei bătrâne, care se dovedește a fi chiar Mara, mireasa care a avut parte de o nuntă mută.

## Distribuție
- Meda Victor — Mara Așchie, tânăra mireasă
- Alexandru Potocean — Iancu Vrabie, tânărul mire (menționat Alexandru Potoceanu)
- Valentin Teodosiu — Grigore Așchie, tatăl Marei, țăran bețiv
- Alexandru Bindea — Voicu Gogonea, președintele Sfatului Popular în perioada comunistă
- Tudorel Filimon — Haralamb Vrabie, tatăl lui Iancu, țăran chiabur și zgârcit
- Niculae Urs — Mutu, tatăl Smarandei, prietenul de pahar al lui Grigore
- Luminița Gheorghiu — Fira, soția lui Grigore, mama Marei
- Dan Condurache — Mardare, țăran intelectual, prietenul de pahar al lui Grigore
- Doru Ana — Cârnu, prietenul de pahar al lui Grigore
- Șerban Pavlu — Coriolan, un inventator cam scrântit
- George Mihăiță — Valentin Gogonea, primarul actual al comunei
- Tamara Buciuceanu-Botez — soacra lui Grigore (menționată Tamara Buciuceanu Botez)
- Victor Rebengiuc — socrul lui Grigore
- George Alexandru — anunțătorul circului
- Ioana Anastasia Anton — Smaranda Soare, fiica Mutului, fosta iubită a lui Iancu (menționată Ioana Anton)
- Eugenia Bosânceanu — bătrâna 1
- Adina Burbuțan — pitica Iasomia
- George Chițu — „Gogonică”, fiul lui Voicu Gogonea, actualul primar în copilărie
- Adrian Ciobanu — Crețu zis „Donald”, șoferul echipei Paramedia
- Mihai Constantin — nașul Milică
- Gabriel Costin — agitatorul comunist gras
- Toma Cuzin — agitatorul comunist înalt
- Gheorghe Dănilă — Ulcior, cârciumarul satului (menționat Puiu Dănilă)
- Catrinel Dumitrescu — mama lui Iancu, țărancă bigotă
- Ligia Dumitrescu — Marinela Crețu bătrână, care a fost în trecut funcționară la Poștă și curva satului
- Doina Ghițescu — preoteasa
- Roxana Guttman — Suzana, soția Mutului, mama Smarandei
- Emil Hoștină — Runcu, operatorul și fotograful echipei Paramedia
- Cristi Iacob — „Mafalda”, sunetistul, monteurul și mediumul echipei Paramedia
- Alexandra Ioniță — fata din casa Marei
- George Ivașcu — agitatorul comunist slab
- László Mátray — Dumitru Păstaie, activist al Comitetului Orășenesc Județean de Partid (menționat Matray Lazlo)
- Liana Mărgineanu — Mara bătrână, fosta mireasă
- Soare Constantin Mihai — părintele Răzor, preotul satului
- Verginica Mirea — nașa Florica
- Ovidiu Niculescu — Mirel Băboi, jurnalist la Paramedia
- Eduard Paliu — piticul Sile
- Dan Rădulescu — agitatorul comunist scund
- Despina Stănescu — bătrâna 2
- Simona Stoicescu — Marinela Crețu, funcționară la Poștă și curva satului
- Dan Tudor — Sandu Praștie, instructorul cultural trimis de Comitetul Județean de Partid
- Vitalie Ursu — căpitanul Vladimir Bezimialnîi, comandantul Diviziei a IV-a Sovietice cantonate în apropierea satului
- Rudy Rosenfeld — nuntaș bătrân cu barbă albă
- Coca Zibilianu
- Marius Chivu — invitat la nuntă
- Gabriel Spahiu — invitat la nuntă
- Dana Dogaru — invitată la nuntă
- Valeriu Pavel Dan
- Anca Sigartău — invitată la nuntă
- George Grigore
- Luana Stoica
- Sorin Francu
- Luminița Stoianovici
- Dumitru Anghel
- Ionel Barbu
- Aurel Barbu
- Ion Nicolescu
- Radu Ionel
- Maria Radu

## Producție

### Pregătire
Subiectul filmului îl constituie o întâmplare reală pe care Horațiu Mălăele a auzit-o de la profesorul său, Octavian Cotescu. Acest fapt a fost prezentat astfel în cronicile cinematografice de la momentul premierei: „Nunta mută [...] pleacă de la o întâmplare reală. În martie 1953 o nuntă dintr-un sat românesc a sfidat «blocada» doliului lui Stalin și s-a desfășurat pe muțește, cu tancurile sovietice în spate. Pe muțește până când oamenii n-au mai răbdat. Inconștiența lor n-a rămas nepedepsită. Bărbații au fost deportați, iar mirele s-a întors la nevastă, de fapt ca să moară acasă, 13 ani mai târziu.” Impresionat de întâmplarea auzită, Mălăele a scris o scurtă povestire, încercând zadarnic să-și convingă prietenii, regizorii și câțiva investitori să realizeze un film. El i-a povestit întâmplarea lui Adrian Lustig, iar acesta, „entuziasmat și mult mai pragmatic”, a scris un scenariu.
Proiectul acestui film a câștigat în decembrie 2006 concursul organizat de Centrul Național al Cinematografiei, clasându-se pe locul V din cele 8 filme de ficțiune lungmetraj debut admise la finanțare, iar scenariul primind nota 9,07. I s-a alocat astfel suma de 1.300.000 lei. Bugetul producției cinematografice a fost de 1.500.000 euro.
Filmul a fost realizat în coproducție de companiile Castel Film (România), Agat Films & Cie (Franța) și Samsa Film (Luxemburg), cu sprijinul Centrului Național al Cinematografiei. Majoritatea banilor au fost cheltuiți de Castel Film. Coproducători din partea Agat Films & Cie au fost Dominique Barneaud și Nicolas Blanc, iar din partea Samsa Film Jani Thiltges. La realizarea filmului au mai colaborat S.C. Bv McCann Erickson SRL și societatea Realitatea Media, cu sprijinul Paris Cinéma. Regizor secund a fost Mircea Hațegan. Costumele au fost confecționate în atelierele Dada. 
Nunta mută a fost filmul de debut al regizorului Horațiu Mălăele. El se afirmase ca actor în filme și piese de teatru, dar și ca regizor de teatru. Mălăele a afirmat că a regiza un film este „infinit mai greu” decât a regiza o piesă de teatru.
Rolul Marei a fost încredințat actriței debutante Meda Victor, ea fiind ultimul personaj distribuit. La cererea unui coleg de la clasa de regie a Facultății de Cinematografie, Fotografie, Media (Regie de film și TV, Imagine de film și TV) din cadrul Universității Hyperion, ea a trimis niște fotografii fără să știe pentru ce. Colegul le-a trimis regizorului Mălăele care realiza castingul pentru filmul Nunta mută. Ea a participat la casting împreună cu o altă actriță, iar regizorul i-a cerut să imite diferite stări sufletești (uimire, veselie ș.a.) și să-i vorbească despre ea. Abia după ce a fost selectată, Meda Victor a primit textul scenariului și a început să-l pregătească.

### Filmări
Filmările au avut loc în perioada 13 iulie – 14 august 2007 și s-au desfășurat în cea mai mare parte pe platourile Castel Film, dar și în satul Balta Doamnei sau în pădurea Snagov. Satul românesc din primăvara anului 1953 a fost amenajat pe platoul unde se aflau decorurile de orășel american sudist rămase de la filmarea producției americane Cold Mountain.
Zilele de filmare au fost caniculare, filmările trebuind să fie uneori amânate. Primul cadru filmat a fost scena în care Mara și Iancu fac dragoste în lanul de grâu. Filmarea acestei scene a durat jumătate de zi și a fost stânjenitoare pentru cei doi actori din cauza numărului mare de curioși care se îngrămădeau să-i vadă. Meda Victor a afirmat că filmarea acestei scene „n-a fost deloooc ok, nici pentru mine, nici pentru Poto. (...) Tremuram toată, încontinuu. Ziua aia a fost foarte ciudată, mă simțeam încontinuu de parcă luasem un drog, parcă eram pe altă lume”. Cadrul filmat a fost mai lung, fiind ulterior scurtat la montaj.
Pregătirea nunții a durat șapte zile, filmările fiind realizate în trei zile de dimineață până noaptea târziu. Din cauza faptului că țiganii lăutari cântau sâmbăta și duminica la nunți și botezuri, cadrele de la nuntă au trebuit să fie filmate în timpul săptămânii. S-au tras puține duble pentru că actorii erau profesioniști. Actorii care au interpretat roluri de nuntași au trebuit să mănânce multe sarmale, iar în loc de vin s-a băut sirop de coacăze. Sarmalele s-au răcit după prima dublă și au trebuit să fie mâncate reci, Gabriel Spahiu plângându-se că a fost nevoit să mănânce chiar după masa de prânz. La unele scene toți spectatorii de la filmări au început să râdă, iar regizorul a trebuit să-i îndepărteze pentru că actorii nu puteau juca din cauza gălăgiei.
Tancul care apare în film a fost închiriat, iar transportarea sa de la București la Snagov a costat aproximativ 2.000 de euro, mai mult decât chiria plătită. El a fost ridicat cu o macara pe un trailer și transportat cu trailerul până la destinație. La finalul filmului, soldații ruși intrau în casă cu tancul. Pentru dărâmarea propriu-zisă a casei a fost folosită însă o machetă de lemn.
Regizorul a fost deschis la propunerile actorilor și a modificat unele cadre după ideile acestora. Cei doi actori tineri din rolurile principale s-au simțit stimulați de prezența actorilor experimentați în spatele camerei. Actrița Meda Victor a catalogat interpretarea rolului Marei drept „o experiență minunată”.
Posproducția a fost realizată de Abis Studio, sub coordonarea managerului postproducție Gabi Antal. Înregistrarea, mixajele și masteringul muzicii au fost executate în laboratoarele Real Sound Studio, iar sunetul optic, mixajul și encodarea de către Dolby Creative Sound. Pe genericul final sunt adresate mulțumiri speciale următoarelor companii și persoane: Angst România, Muzeul Militar Național (col. Vasile Popa), Arhiva Națională de Filme, Cristina Ionescu, Gabi Antal, Borsec România, Felbermayr România și Centre National de la Cinématographie Paris.
Horațiu Mălaele declara despre propriul său film următoarele: „Cred că umanitatea datorează prezentului măcar pentru a înlătura mirarea și uluiala, explicații, fie ele și cinematografice, despre rănile de pe trupul trecutului, pentru ca niciodată „somnul rațiunilor” să nu mai nască asemenea situații monstruoase. Îmi propun un film care să vorbească lumii, cu duioșie și romantism despre dragoste într-un spațiu născător de veșnicie. Îmi propun un film care să vorbească lumii despre dictatură și consecințele ei în plan comunitar și, respectiv, familial. Va fi un film despre viață, moarte și Adevăr. Va fi un film cu mult umor”.

## Recepție
Filmul a fost proiectat la 20 noiembrie 2008, în avanpremieră extraordinară la Cinema Union. Premiera sa în cinematografele din România a avut loc în ziua următoare. Nunta mută s-a situat pe locul 4 în clasamentul filmelor românești ale anului 2008 (în funcție de numărul de spectatori).
Cronicile cinematografice ale filmului Nunta mută au fost mixte, de la unele foarte elogioase la altele cu totul negative. Toți criticii au elogiat însă calitatea imaginii lui Vivi Drăgan Vasile.
Unii critici au realizat recenzii dure ale filmului, găsindu-i tot felul de neajunsuri. Alin Ludu Dumbravă i-a dat o stea din cinci, considerându-l un experiment nereușit din cauza jocului teatral, a scenelor haotice și kitsch și a montajului neinspirat. Scenele filmate în prezent au fost apreciate ca neinspirate și de prost gust. Printre aspectele pozitive ale filmului el a remarcat scenografia lui Mihnea Mihăilescu și imaginea profesionistă a lui Vivi Drăgan Vasile. Criticul a concluzionat următoarele: „E un Moromeții visat de Fellini și pus pe film de Kusturica. Plus Chaplin, Keaton și Keystone Cops”. Ileana Bîrsan considera filmul ca fiind „superficial și demonstrativ”, plin de clișee narative și de teatralism și în care se face exces de dialoguri pretins amuzante și glume grosolane.
Într-o recenzie publicată în noiembrie 2008 pe situl LiterNet, Lucian Maier a afirmat că filmul se remarcă prin „goana după poante”, dar cu toate acestea „umorul filmului nu prea depășește calitatea livrată de Vacanța Mare”, prin criticarea grosieră a societății actuale românești (politicieni sau jurnaliști) și prin imitarea în stil kitsch a unor scene din filmele unor mari cineaști (Fellini, Chaplin, Erice). Criticul a concluzionat următoarele: „E un film care poate fi văzut și plăcut, însă e un film în care observăm prea multe pretenții și prea puțină împlinire. E un film care pe alocuri te răpește, e un film care pe alocuri strălucește. Însă Nuntă mută strălucește ca o bijuterie falsă. De la distanță îți ia ochii, îți fură privirea, însă dacă te apropii și o examinezi cu atenție realizezi că nu e mare lucru de capul său. Nuntă mută e doar un debut teribilist”.
Criticul Andrei Gorzo a catalogat filmul ca fiind un kitsch. El a lăudat decorurile folosite de scenograful Mihnea Mihăilescu și imaginea excelentă al cărei autor a fost Vivi Drăgan Vasile, dar a criticat dur concepția regizorală a lui Mălăele pentru care a folosit expresii de genul „realism magic la mâna a paișpea, de un kitsch pe care nimic nu-l poate mântui” sau „filmul unui om lipsit de cultură cinematografică” (scena în care socrul mic își pipăie rana este preluată din Omul care știa prea multe (1934) de Alfred Hitchcock și din Indiana Jones și Templul Morții (1984) de Steven Spielberg, dar fără a avea eleganța lor). Criticul a considerat că secvențele de la nuntă nu sunt integrate în film, ci par a fi cadre separate, fără legătură organică între ele. El și-a susținut argumentația că filmul e un kitsch prin mai multe elemente prezente în film: mireasa care are pe gât o pată în forma hărții României, fata nebună care umblă prin pădure îmbrăcată în alb și cu o cunună de flori pe cap, piticul din sat care se îndrăgostește de o pitică cu nas de clovn de la circ, inventatorul care poartă pe spate o pereche de aripi și aleargă la final în direcția bisericii în timp ce comuniștii trag în el etc.
Dimpotrivă, regizorul Mihnea Columbeanu a considerat că elementele criticate de Andrei Gorzo (circul, fantoma) dau filmului „o forță de impact vizual extrem de expresivă”. El a lăudat unele secvențe vizuale în realizarea cărora regizorul s-a inspirat din producții cinematografice de succes; este vorba de tratarea în stil burlesc a incidentelor comice cu echipa agitatorilor de la proiecția filmului de propagandă stalinistă, aerul fellinian degajat de sosirea nocturnă a circului, atmosfera de tip Wajda din scxena năvălirii în casă a soldaților sovietici sau cadrul final cu stafia care se ascunde printre betoanele fabricii ruinate în stilul filmelor lui Tarkovski. Columbeanu a considerat că elementele disparate sunt legate „strâns, organic, (...) conferind filmului o unitate pe care n-am mai întâlnit-o, în ultimele două decenii, decât la minimaliști și la Nae Caranfil”. Scena de dragoste de pe ogorul cu grâu este considerată a fi „una dintre cele mai frumoase imagini erotice văzute vreodată în filmul românesc”. Criticul remarcă totuși o teatralitate a acțiunilor.
Angelo Mitchievici îl considera „un spectacol ingenios, spumos și delectabil la nivelul actorului și al scenei, amestec de pantomimă, film mut și comedie bufă, însă (...) necreditabil la nivelul ansamblului, din cauza ciocnirii neinspirate a registrelor”. Mihai Fulger a apreciat imaginea lui Vivi Drăgan Vasile și spectacolul alb-negru de „un comic burlesc, chaplinian” al bătăii între activiștii comuniști (în care doar steagul comunist rămâne roșu), considerând Nunta mută ca „un film balcanic onorabil – deopotrivă pitoresc și tragicomic, plin de culoare și de vitalitate”. El critică însă teatralitatea interpretărilor.
În ajunul Crăciunului anului 2008, Horațiu Mălăele a publicat în Jurnalul Național un pamflet intitulat „Horațiu Mălăele și croncănicarii”. El a atacat agresiv trei critici: Andrei Gorzo, Lucian Maier și Ileana Bîrsan, ale căror recenzii critice le-a catalogat drept „o îngurgitare nesănătoasă și confuză la limita toxiinfecției intelectuale”.

## Premii
Uniunea Cineaștilor din România (UCIN) a acordat acestui film în anul 2008 trei premii: Premiul pentru imagine (Vivi Drăgan Vasile) , Premiul Opera Prima (Horațiu Mălăele) și Premiul pentru coloană sonoră (ing. Tiberiu Borcoman și compozitorul Alexandru Andrieș).
Nunta mută a fost nominalizat la Premiile Gopo 2009 la opt categorii: cel mai bun scenariu (Adrian Lustig, Horațiu Mălăele), cel mai bun actor (Alexandru Potocean), cea mai bună actriță (Meda Victor), cea mai bună imagine (Vivi Drăgan Vasile), cel mai bun montaj (Cristian Nicolescu), cea mai bună scenografie (Mihnea Mihăilescu), cele mai bune costume (Oana Păunescu), cel mai bun machiaj și cea mai bună coafură (Dana Roșeanu și Ioana Ioniță). El a obținut doar Premiul pentru cel mai bun machiaj și cea mai bună coafură. În plus, directorul de imagine Vivi Drăgan Vasile a primit Premiul special Romanian Society of Cinematographers pentru activitatea sa la filmul Nunta mută.

## Spectacol de teatru
După scenariul filmului Nunta mută a fost realizat un spectacol teatral intitulat „Que la noce commence”, regizat de Didier Bezace, director al Théâtre de la Commune - Centre dramatique national d’Aubervilliers, teatru administrat de Ministerul Culturii din Franța și aflat într-o suburbie a Parisului. Premiera spectacolului a avut loc la 22 noiembrie 2012, fiind programate 35 de reprezentații, după care trupa va juca alte 30 de spectacole în turneu, în șapte orașe din Franța.
La premiera spectacolului au participat scenariștii Horațiu Mălăele și Adrian Lustig, Marie-France Ionesco, fiica dramaturgului Eugen Ionescu, Roch Lener, director al societății BAC Films – distribuitorul internațional al lungmetrajului Nunta mută, François Bony, primarul din Aubervilliers, dar și regizorul Petrika Ionesco, poetul Dinu Flămând și alții. Cei doi scenariști au fost prezentați la finalul reprezentației în aplauzele publicului. Cu ocazia premierei, lui Horațiu Mălăele i-a fost organizată o expoziție de vreo 35 de lucrări grafice – portrete și nuduri.